# ويليام غريفيث (راكب الكنو)
ويليام غريفيث هو راكب الكنو كندي، ولد في 14 أبريل 1947.

## وصلات خارجية
- ويليام غريفيث على موقع أوليمبيديا (الإنجليزية)
- ويليام غريفيث على موقع اللجنة الأولمبية الكندية (الإنجليزية)